# Сподний Оток
Сподний Оток (словен. Spodnji Otok) — поселення в общині Радовлиця, Горенський регіон, Словенія. Висота над рівнем моря: 494 м.